# Castello di Fedderate

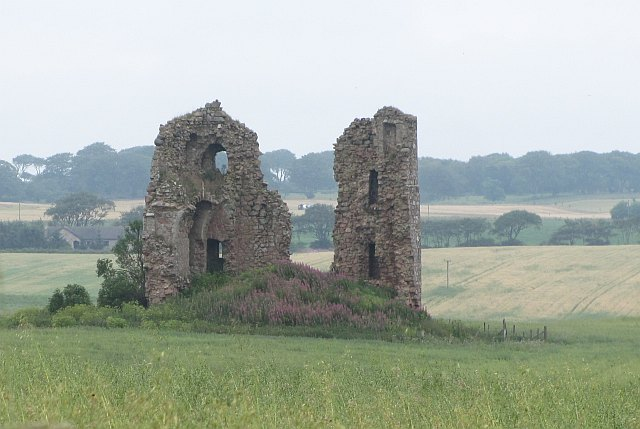
I ruderi del castello

Il castello di Fedderate, attualmente in rovina, si trova vicino a New Deer, nell'Aberdeenshire in Scozia.
Il monumento è di importanza nazionale come un buon esempio di casatorre del XV secolo che è stata utilizzata come insediamento difensivo dal XIII secolo per almeno 300 anni.
Il castello era stato costruito nel XV secolo dalla famiglia Crawford, sui resti di una roccaforte del XIII secolo, intorno al 1474. Successivamente nel 1519, la stessa famiglia ampliò il complesso. 
Al castello si accedeva da un ponte levatoio e una strada in rilevato. Le mura sono alte fino a 9 metri e spesse fino a 1,8 m.